# 環境エンリッチメント

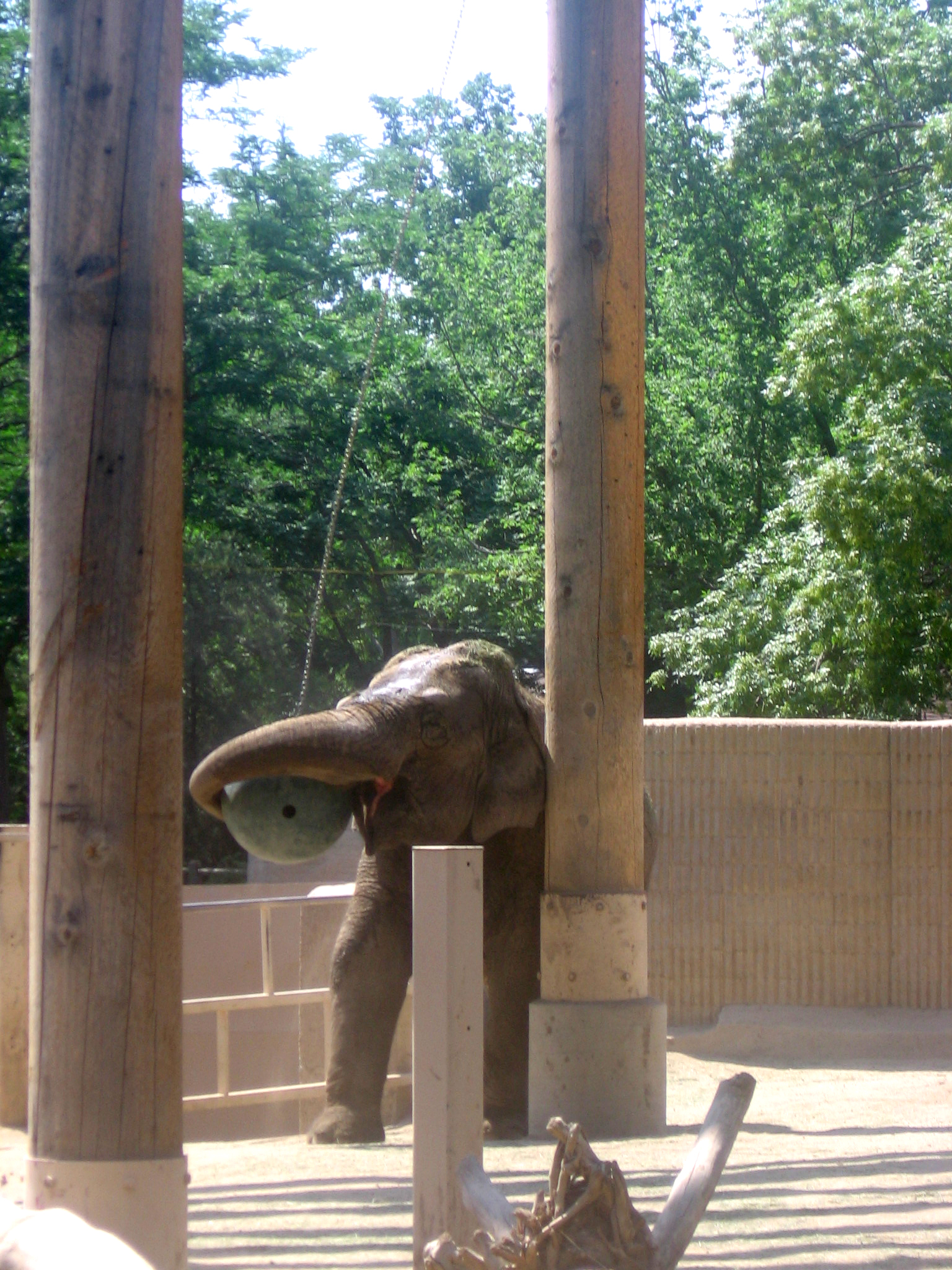
エンリッチメントのために与えられたボールで遊んでいるアジアゾウ。

環境エンリッチメントは、飼育動物の正常な行動の多様性を引き出し、異常行動を減らして、動物の福祉と健康を改善するために、飼育環境に対して行われる工夫を指す。飼育動物の福祉を向上させるもっとも強力な手段の1つとされる。

## 定義と歴史
環境エンリッチメントとは、動物の福祉と健康のために、飼育環境に変化を与えること、飼育動物に刺激や選択の余地を与え、動物の望ましい行動を引き出すこと、刺激不足の環境において、種に適切な行動と心的活動を発現させる刺激を与えることなどと定義される。飼育動物の活動性と行動の多様性を高め、野性と同様の行動を引き出し、望ましくない異常な行動を減らし、環境の肯定的な利用を増やすことを目指して行われる。この目的のために、給餌方法や飼育室の構造、他個体や人間との関係などがさまざまに工夫される。
哺乳類、なかでも霊長類を対象とすることが多いが、その他にもタコのような無脊椎動物を含む多様な動物種が対象となる。動物園や水族館の動物のほかに、家畜や実験動物も対象になる。
飼育動物の福祉に配慮する必要性を指摘した初期の人物には、ロバート・ヤーキーズやハイニ・ヘディガーがいる。ハル・マーコウィッツは、オペラント条件づけ、すなわち動物が望ましい行動をしたときに報酬（餌）を与えることで、望ましい行動を引き出すことを提案した。この試みは行動エンジニアリング、のちに行動エンリッチメントと呼ばれたが、引き出される動物の行動が「自然」でないことなどから批判を受けた。より自然に動物の多様な行動を引き出す方法として提案されたのが環境エンリッチメントである。ただし、マーコウィッツの試みなども環境エンリッチメントに含めることもある。

## 分類と事例
環境エンリッチメントの試みは、その方法によっていくつかに分類される。以下ではHoseyらの分類に従い、それぞれの事例を紹介する。

### 採食エンリッチメント

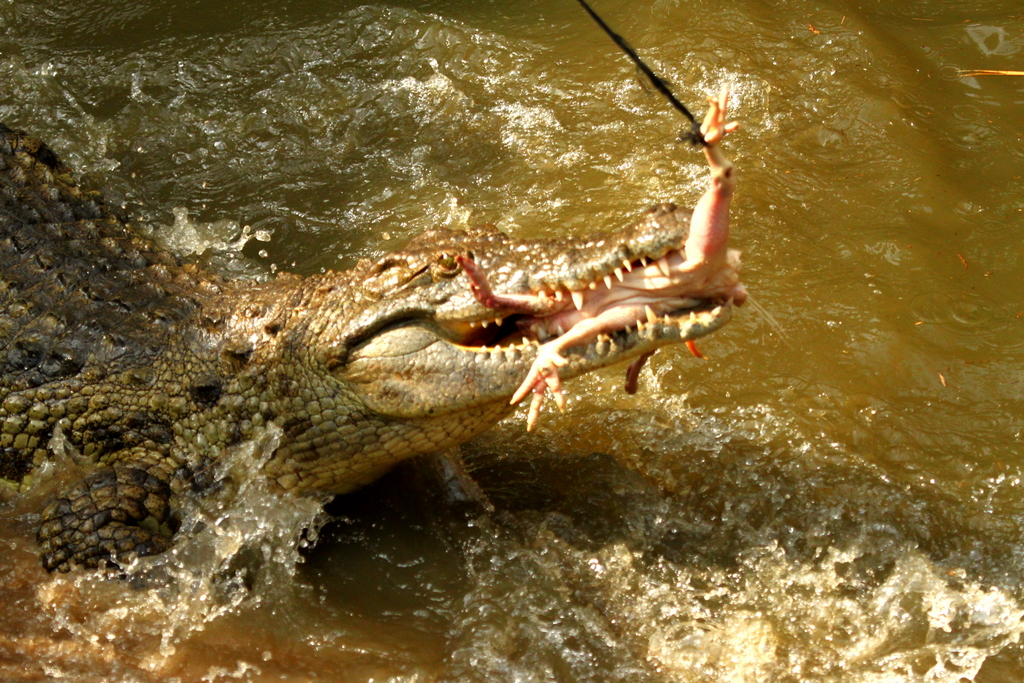
餌をワニの上に吊るし、水から飛び出して捕食する行動を引き出す。

採食エンリッチメントは、餌の種類や与え方を変えるなど、食物に関連するエンリッチメントである。広く行われ、その種類も多い。
多くの時間を採食に費やす野生動物と比べて、餌を飼育員から与えられる飼育動物は、採食行動の時間が短く、行動の種類も少なくなる。そこで、それを補うことを目的とした採食エンリッチメントが行われている。多くの霊長類やヤブイヌでは、単に床材や積んだ丸太に餌を隠すだけでも、エンリッチメントの効果があることが知られている。餌を一か所に集めずに飼育施設に広く撒く「ばらまき給餌」や、採食行動が行われる空間を広げるための餌台の設置なども行われている。
動物の行動を引き出すために、パズルのような装置を用いることもある。餌の藁を金檻に入れて、ゾウが鼻を使って採食する行動を引き出したり、コモンマーモセットが木から樹液を吸う行動を模した給餌器を与えたり、ウマに転がすと餌の出るボールを与えたりといったことも行われる。興味深いことに、多くの動物はたとえ容易に得られる餌があっても、労力を要する方法で好んで採食する。たとえば、インコは餌皿に餌があっても、丸太に隠された餌を探して食べることを優先するのである。この現象はコントラフリーローディングと呼ばれる。
餌を決まった時刻に与えていると、給餌時刻の前に異常な常同行動が増加することが多い。これを防ぐため、餌を不定期に与えることも試みられ、効果を挙げている。ヤドクガエルでは、くりぬいたココナッツに入れた生餌を不定期に与えると、活動性が上昇した。

### 空間エンリッチメント

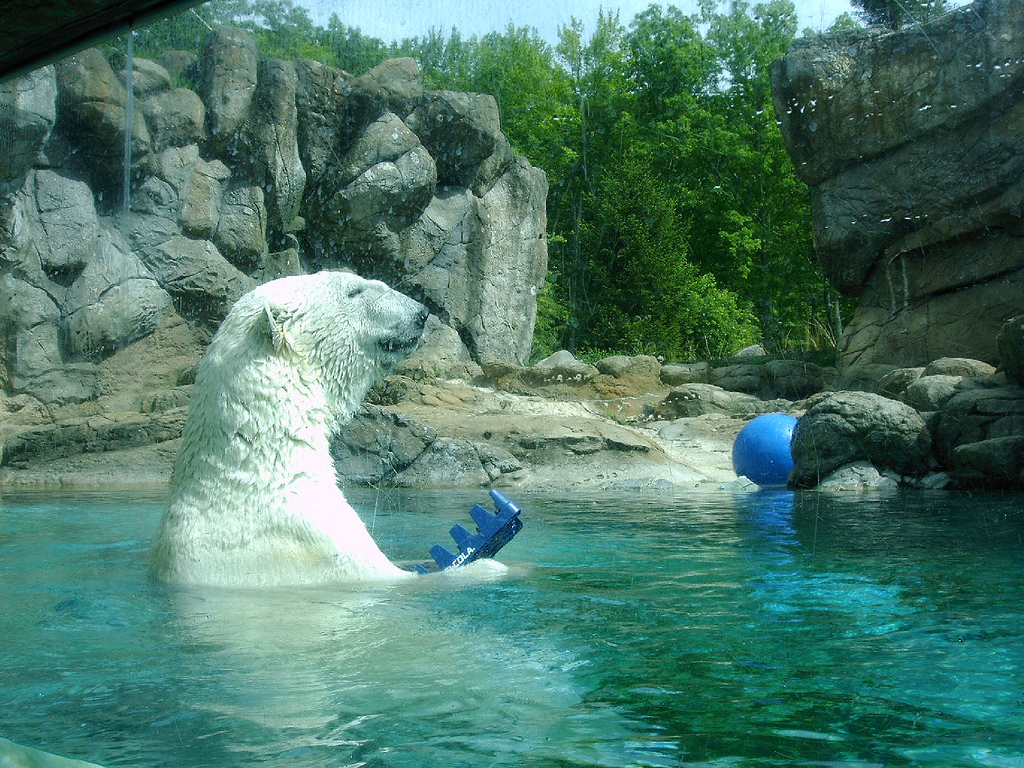
プラスチック容器を遊具として遊ぶホッキョググマ。

空間エンリッチメントは、飼育環境の構造や、梁などの設置物、動物が操作する遊具や床材などによるエンリッチメントである。ロープ、休憩台、池、ジャングルジムなどが活用される。ボールなどを与える場合を触覚エンリッチメント、長期的・半永久的な設備を設置する場合を構造エンリッチメントとして分類することもある。
ウサギなど多くの動物は隠れ家を与えると異常行動やストレスの指標が低減する。種によっては、他の群れが見えなくなる目隠しも効果があるが、その効果は種によって異なる。さまざまな物体が動物に与える遊具として活用されている。実験用マウスに与えるハンモック、ブロイラーに与える藁俵もその例である。ナイルスッポンに遊具を与えると遊ぶような行動が見られ、自傷行動が減少したことが報告されている。使用済みフィルムケースのような廃品や、氷のような単純な物体も利用される。水場はクマやジャガー、ゾウといった動物に有効であり、またカバのような水に依存した動物には必須である。

### 感覚エンリッチメント

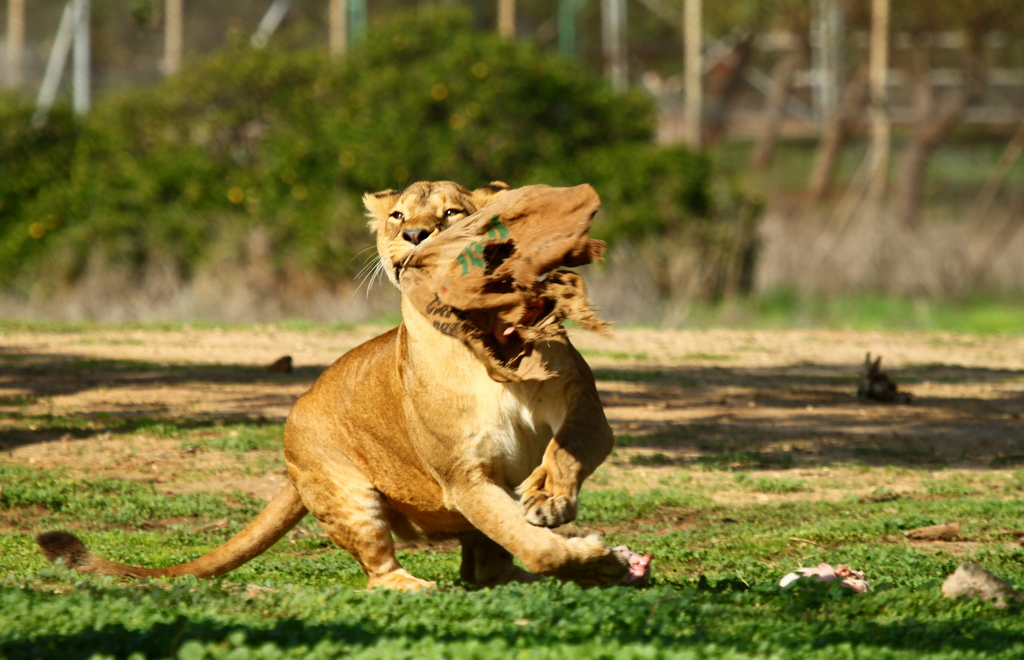
ヤギのにおいの付いた麻袋を与えられたライオン。

動物の視覚、聴覚、嗅覚その他の感覚に刺激を与えるエンリッチメントである。軟骨魚類の電気受容のような特殊な感覚も対象になる。音の出る玩具、反射光、血痕などが用いられる。さまざまなにおいを染み込ませた布を与えたり、給餌時に鳥の鳴き声を聞かせたりといったことも行われる。ゴリラでは、本物の森林で録音された音を流すとストレスが軽減される。アジアゾウに市販のCDに収録されたクラシック音楽を聞かせると常同行動が減少したという報告もある。ただし種によっては、同種や捕食者の存在を示す刺激（声やにおいなど）がかえってストレスや不安を増してしまうこともある。
糞尿などを通じて同種や他種の動物のにおいを嗅がせることができるが、その場合には衛生面の注意が必要となる。シナモンやタバスコ等、人工物のにおいも動物にさまざまな反応を起こさせる。
視覚エンリッチメントの効果に関する研究は比較的少ないが、大型類人猿にテレビやビデオを見せるなどのエンリッチメントが行われている。猛禽類には眺めがよく、とくに空を見ることのできる止まり木を与えることが推奨されている。

### 社会的エンリッチメント
他の動物との関わりに着目したエンリッチメントである。ヒトや同種個体、混合飼育の場合には他種の動物との関係も、社会的エンリッチメントになりうる。ヒトとの関わりをここに含めず、別のカテゴリに入れることもある。
同種個体の存在は、飼育動物のエンリッチメントにおいてもっとも重要なものの1つである。野生の群れ構成に近づけることが望ましい。たとえばトラは単独の場合よりもペアで飼育したほうが行動が多様化する。社会的飼育の重要性は、とくに実験動物において強く指摘されており、極小のケージのような環境ですら、その効果は大きいと考えられている。ただし現実には実行が難しいことも多い。また同種個体と一緒に飼育すると争いやストレス、けが、病気などの原因となる可能性もあり、飼育管理体制の配慮も必要とされる。鏡やビデオを用いたり、物理的な接触をさせずに他個体の姿を見せたりといった代替手法も可能である。動物の種や時期によっては、単独飼育がむしろ好ましいこともある。
飼育動物がもっともよく関わるヒトは飼育員である。動物は飼育員に恐怖や不信を抱くこともあるが、とくに単独または少数で飼育される動物にとっては、ヒトとの関わりがエンリッチメントにもなり、その関係は複雑である。檻やガラス越しでも、飼育員との豊かな心理的交流は可能である。北米の複数の動物園で行われた研究によれば、飼育員が直接に飼育場に入るよりも、壁ごしに関わるほうがよい関係になりやすいという。
オペラント条件付けによるハズバンダリートレーニングも、他の利点に加えてエンリッチメントとしての効果を持つと考えられることがある。罰による強制の伴う訓練と異なり、オペラント条件付けによるトレーニングでは動物を身体的・心理的に傷付けることはないとされ、さらに飼育員との交流によって心理学的幸福にも貢献すると考えられる。しかしトレーニングとエンリッチメントは、動物に刺激を与えて行動を発現する機会を与えるという共通点を持つが、両者を比較した研究によればその効果には違いが大きく、トレーニングがエンリッチメントになるかどうかははっきりしないという指摘もされている。
飼育員のほかに、動物を観察する研究者や、動物園の観客も、動物にとっての刺激になる。観客はエンリッチメントにもストレスの元にもなりうるが、ストレスを与える効果が大きいとする研究が多い。

### 認知エンリッチメント
複雑な問題解決を必要とし、動物の知性を刺激するものを与えるエンリッチメント。複雑な操作を行わないと餌を得られない装置を与えるのが1例である。霊長類や鳥類では、採食のための道具使用行動を引き出す（割りにくくした木の実を与えるなど）こともある。多くの場合、エンリッチメント装置を使わなくても餌を得られるようにするが、前述したコントラフリーローディングの効果により、それでも動物は認知的に難しい操作を行うのである。コントラフリーローディングの機会を与えることは動物の心理学的幸福を改善すると考えられる。
認知能力の研究のために与えられる課題もエンリッチメントになる。認知研究に参加したチンパンジーは他個体よりも野生に近い行動を示すことが報告されている。

## 効果
前述のように、エンリッチメントには多くの成功例があるが、一方でエンリッチメントを試みたものの効果を得られなかった場合もある。エンリッチメントを行う際には、目標を設定し、結果の評価を行うことが望ましい。エンリッチメントは行動の変化を目指して行われることが多いので、その成果は行動観察によって評価される。1つの基準は、野生における行動の時間配分に近づけることである。
動物にとって新奇なものを使って刺激を与えることは多いが、その場合には慣れによって効果が失われるおそれがある。同じものを繰り返し与える場合には一定の間隔を置いたり、場所やにおいを変えたりすることで慣れを防ぐことができる。またエンリッチメント装置の独占をめぐって個体間で争いが起こると逆効果になってしまうこともあるので、社会構成を考慮し、全個体に充分にいきわたるように配慮する必要がある。
エンリッチメントには間接的な利点もある。実験動物では、エンリッチメントが神経細胞の新生や可塑的変化を促進したり、学習能力を高めたりすることが報告されている。鉛汚染による学習能力の障害を改善する効果も認められている。恐怖反応の改善や、脳障害や老化の緩和も示されている。エンリッチメントによる刺激や、ストレスの緩和、健康状態の改善の間接的な効果として、繁殖も促進される。ブロイラーでは、産卵の増加を通じて経済的な利益にも繋がりうる。また動物園では、動物が退屈せず活発に過ごす姿は、来客にも評価される。